# 1972-es fedett pályás atlétikai Európa-bajnokság
Az 1972-es fedett pályás atlétikai Európa-bajnokságot Grenoble-ban, Franciaországban rendezték március 11. és március 12. között. Ez volt a 3. fedett pályás Eb. A férfiaknál 13, a nőknél 10 versenyszám volt. Major István magasugrásban megnyerte a kontinensviadalt.

## A magyar sportolók eredményei
Magyarország az Európa-bajnokságon 6 sportolóval képviseltette magát.
Érmesek
| Érem  | Versenyző    | Versenyszám | Dátum       |
| ----- | ------------ | ----------- | ----------- |
| Arany | Major István | Magasugrás  | március 11. |

## Éremtáblázat
(A táblázatban Magyarország és a rendező nemzet eltérő háttérszínnel kiemelve.)
| Helyezés | Nemzet        | Arany | Ezüst | Bronz | Összesen |
| 1.       | NDK           | 7     | 1     | 2     | 10       |
| 2.       | NSZK          | 6     | 6     | 3     | 15       |
| 3.       | Szovjetunió   | 5     | 8     | 3     | 16       |
| 4.       | Franciaország | 2     | 1     | 4     | 7        |
| 5.       | Lengyelország | 1     | 2     | 2     | 5        |
| 6.       | Csehszlovákia | 1     | 0     | 3     | 4        |
| 7.       | Magyarország  | 1     | 0     | 0     | 1        |
| 8.       | Románia       | 0     | 2     | 0     | 2        |
| 9.       | Görögország   | 0     | 1     | 1     | 2        |
| 10.      | Svájc         | 0     | 1     | 0     | 1        |
| 10.      | Svédország    | 0     | 1     | 0     | 1        |
| 12.      | Bulgária      | 0     | 0     | 3     | 3        |
| 13.      | Ausztria      | 0     | 0     | 1     | 1        |
| 13.      | Finnország    | 0     | 0     | 1     | 1        |

## Érmesek
- WR – világrekord
- CR – Európa-bajnoki rekord
- AR – kontinens rekord
- NR – országos rekord
- PB – egyéni rekord
- WL – az adott évben aktuálisan a világ legjobb eredménye
- SB – az adott évben aktuálisan az egyéni legjobb eredmény

### Férfi
| Versenyszám     | Arany                                                                                 | Arany    | Ezüst                                                                                        | Ezüst   | Bronz                                                                                             | Bronz   |
| --------------- | ------------------------------------------------------------------------------------- | -------- | -------------------------------------------------------------------------------------------- | ------- | ------------------------------------------------------------------------------------------------- | ------- |
| 50 m            | Valerij Borzov · Szovjetunió                                                          | 5,75     | Alekszandr Kornyeljuk · Szovjetunió                                                          | 5,81    | Vaszílisz Papajeorgópulosz · Görögország                                                          | 5,82    |
| 400 m           | Georg Nückles · NSZK                                                                  | 47,24    | Ulrich Reich · NSZK                                                                          | 47,42   | Wolfgang Müller · NDK                                                                             | 47,42   |
| 800 m           | Jozef Plachý · Csehszlovákia                                                          | 1:48,84  | Ivan Ivanov · Szovjetunió                                                                    | 1:49,05 | Francis Gonzalez · Franciaország                                                                  | 1:49,17 |
| 1500 m          | Jacky Boxberger · Franciaország                                                       | 3:45,66  | Szpiliosz Zaharopulosz · Görögország                                                         | 3:46,08 | Jürgen May · NSZK                                                                                 | 3:46,42 |
| 3000 m          | Juris Grustinš · Szovjetunió                                                          | 8:02,85  | Jurij Alekszasin · Szovjetunió                                                               | 8:03,20 | Ulrich Brugger · NSZK                                                                             | 8:05,07 |
| 50 m gát        | Guy Drut · Franciaország                                                              | 6,51     | Manfred Schumann · NSZK                                                                      | 6,58    | Anatolij Mosiasvili · Szovjetunió                                                                 | 6,59    |
| 4 × 360 m váltó | Lengyelország · Jan Werner · Waldemar Korycki · Ján Balachowski · Andrzej Badenski    | 3:11,1   | NSZK · Peter Bernreuther · Rolf Krüsmann · Georg Nückles · Ulrich Reich                      | 3:11,9  | Franciaország · Patrick Salvador · André Paoli · Michel Dach · Gilles Bertould                    | 3:15,6  |
| 4 × 720 m váltó | NSZK · Thomas Wessinghage · Harald Norpoth · Paul-Heinz Wellmann · Franz-Josef Kemper | 6:26,4a  | Szovjetunió · Alekszej Taranov · Valerij Taratinov · Ivan Ivanov · Sztanyiszlav Mescserszkih | 6:27,0a | Lengyelország · Zenon Szordykowski · Krzysztof Linkowski · Stanislaw Waskiewicz · Andrzej Kupczyk | 6:27,6a |
| Magasugrás      | Major István · Magyarország                                                           | 2,24 CR  | Kęstutis Šapka · Szovjetunió                                                                 | 2,22    | Jüri Tarmak · Szovjetunió                                                                         | 2,22    |
| Rúdugrás        | Wolfgang Nordwig · NDK                                                                | 5,40 =CR | Hans Lagerqvist · Svédország                                                                 | 5,40    | Antti Kalliomäki · Finnország                                                                     | 5,30    |
| Távolugrás      | Max Klauss · NDK                                                                      | 8,02     | Hans Baumgartner · NSZK                                                                      | 7,99    | Jaroslav Brož · Csehszlovákia                                                                     | 7,88    |
| Hármasugrás     | Viktor Szanyejev · Szovjetunió                                                        | 16,97 CR | Carol Corbu · Románia                                                                        | 16,89   | Valentyin Sevcsenko · Szovjetunió                                                                 | 16,73   |
| Súlylökés       | Hartmut Briesenick · NDK                                                              | 20,67 CR | Władysław Komar · Lengyelország                                                              | 20,32   | Jaroslav Brabec · Csehszlovákia                                                                   | 19,94   |

### Női
| Versenyszám     | Arany                                                                                | Arany      | Ezüst                                                                                                  | Ezüst   | Bronz                                                                                 | Bronz   |
| --------------- | ------------------------------------------------------------------------------------ | ---------- | --- | ------- | ------------------------------------------------------------------------------------- | ------- |
| 50 m            | Renate Stecher · NDK                                                                 | 6,25       | Annegret Richter · NSZK                                                                                | 6,28    | Sylviane Telliez · Franciaország                                                      | 6,31    |
| 400 m           | Christel Frese · NSZK                                                                | 53,36      | Inge Bödding · NSZK                                                                                    | 54,60   | Erika Weinstein · NSZK                                                                | 54,73   |
| 800 m           | Gunhild Hoffmeister · NDK                                                            | 2:04,83 CR | Silai Ilona · Románia                                                                                  | 2:05,17 | Szvetla Zlateva · Bulgária                                                            | 2:05,50 |
| 1500 m          | Tamara Pangelova · Szovjetunió                                                       | 4:14,62 CR | Ljudmila Bragina · Szovjetunió                                                                         | 4:18,35 | Vaszilena Amzina · Bulgária                                                           | 4:18,84 |
| 50 m gát        | Annelie Ehrhardt · NDK                                                               | 6,85       | Teresa Sukniewicz · Lengyelország                                                                      | 6,94    | Grażyna Rabsztyn · Lengyelország                                                      | 7,05    |
| 4 × 180 m váltó | NSZK · Elfgard Schittenhelm · Christine Tackenberg · Annegret Kroniger · Rita Wilden | 1:24,1a    | Franciaország · Michèle Beugnet · Christiane Marlet · Claudine Meire · Nicole Pani                     | 1:37,6a | Ausztria · Christa Kepplinger · María Sykora · Carmen Mahr · Monika Holzschuster      | 1:29,5a |
| 4 × 360 m váltó | NSZK · Rita Wilden · Erika Weinstein · Christel Frese · Inge Bödding                 | 3:10,85    | Szovjetunió · Natalja Csisztyjakova · Ljudmila Akszjonova · Ljubov Zavjalova · Nagyezsda Kolesznyikova | 3:11,20 | Franciaország · Madeleine Thomas · Bernadette Martin · Nicole Duclos · Colette Besson | 3:11,65 |
| Magasugrás      | Rita Schmidt · NDK                                                                   | 1,90       | Rita Gildemeister · NDK                                                                                | 1,84    | Jordanka Blagoeva · Bulgária                                                          | 1,84    |
| Távolugrás      | Brigitte Roesen · NSZK                                                               | 6,58       | Meta Antenen · Svájc                                                                                   | 6,42    | Jarmila Nygrýnová · Csehszlovákia                                                     | 6,39    |
| Súlylökés       | Nagyezsda Csizsova · Szovjetunió                                                     | 19,41      | Antonyina Ivanova · Szovjetunió                                                                        | 18,54   | Marianne Adam · NDK                                                                   | 18,30   |